# Vicia altissima
Vicia altissima är en ärtväxtart som beskrevs av René Louiche Desfontaines. Vicia altissima ingår i släktet vickrar, och familjen ärtväxter. Inga underarter finns listade i Catalogue of Life.